# Livro de Armagh
O Livro de Armagh (Book of Armagh em inglês) ou Canon of Patrick é um manuscrito composto por 442 páginas e que parece ter sido iniciada a sua feitura nos anos de 807 ou 808.
Este livro tem importância na história da civilização irlandesa.